# 2015 Global StarCraft 2 League
Cet article concerne la ligue coréenne principale des WCS. Pour le tournoi dans son ensemble, voir StarCraft 2 World Championship Series.
La Global StarCraft II League (GSL) de 2015 est une ligue de sport électronique sur le jeu vidéo de stratégie en temps réel StarCraft II organisée par Blizzard Entertainment et GOMeXP. Il s'agit de la ligue coréenne principale des StarCraft II World Championship Series, elle permet aux joueurs des gagner des points WCS afin de participer aux finales mondiales à la fin de l'année. Trois saisons se succèdent en 2015, avec une dotation pour chaque saison de 100 000 000 wons sud-coréen, l'équivalent d'environ 90 747 dollars. La compétition est commentée en français par O'Gaming TV (Pomf et Thud).

## Organisation

### Qualifications
Les qualifications permettent aux joueurs d'accéder au Code A (directement au Code S à la première saison de la GSL). Elles sont organisées en 16 groupes d'au maximum 16 joueurs joués en tableau à élimination directe jusqu'en demi-finale, l'arbre passe à double élimination et les deux premiers joueurs (gagnants de la grande et petite finale) sont qualifiés.

### Code A
Le Code A n'existe pas pour la saison 1 de 2015. Équivalent de la Challenger League des World Championship Series, il consistera en une phase de groupes composée de 48 joueurs. Les poules sont constituées de quatre joueurs et sont de format GSL :
1. Les quatre joueurs sont répartis aléatoirement en deux matchs.
2. Les deux gagnants s'affrontent dans les match des gagnants et le vainqueur prend la première place du groupe.
3. Les perdants du premier match s'affrontent et le perdant prend la quatrième place du groupe.
4. Le gagnant du match des perdants et le perdant du match des gagnants s'affrontent dans le match décisif, le vainqueur prend la deuxième place du groupe. Son adversaire prend la troisième place.

Les deux premiers de chaque groupe grimpent au Code S, les deux derniers sont éliminés et devront repasser les qualifications à la saison suivante.

### Code S
Le Code S est constitué de 32 participants, les seizièmes et huitièmes de finale sont des phases de groupes de quatre joueurs (huit puis quatre groupes) dans un format de double tournoi (format GSL), les deux premiers de chaque groupe accèdent à la phase suivante, les deux derniers sont éliminés et rejoueront au Code A à la saison suivante. Les quarts de finale, demi-finale et grande finale sont joués dans un tableau à élimination direct ; les quarts de finale sont en best-of-5, les demi-finales et la grande finale en best-of-7 (quatre partie gagnantes). Les joueurs ayant participé aux quarts de finale sont directement qualifiés pour le Code S de la saison suivante.

### Gains
Les points et récompenses pécuniaires sont réparties de la manière suivante.
| Place(s)          | Récompense      | En USD      | Points gagnés |
| ----------------- | --------------- | ----------- | ------------- |
| Médaille d'or     | 40 000 000 KRW  | 33 840 USD  | 2 000         |
| Médaille d'argent | 20 000 000 KRW  | 16 920 USD  | 1 250         |
| Demi-finalistes   | 9 000 000 KRW   | 7 614 USD   | 900           |
| 5 à 8             | 6 000 000 KRW   | 5 076 USD   | 600           |
| 9 à 12            | 4 000 000 KRW   | 3 384 USD   | 400           |
| 13 à 16           | 4 000 000 KRW   | 3 384 USD   | 300           |
| 17 à 24           | 3 000 000 KRW   | 2 538 USD   | 150           |
| 25 à 32           | 3 000 000 KRW   | 2 538 USD   | 100           |
| Total             | 182 000 000 KRW | 153 972 USD | 12 250        |

| Places  | Récompense     | En USD     | Points Gagnés |
| ------- | -------------- | ---------- | ------------- |
| 1 à 30  | Code S         | Code S     | Code S        |
| 31 à 60 | 2 000 000 KRW  | 1 692 USD  | 50            |
| Total   | 60 000 000 KRW | 50 760 USD | 1 200         |

## Saison 1

### Participants qualifiés
Lors de la première saison, les joueurs se qualifient directement pour le Code S.
| Protoss (12)                                                                                    | Terran (13)                                                                                                   | Zerg (7)                                                    |
| ----------------------------------------------------------------------------------------------- | --- | ----------------------------------------------------------- |
| - First - PartinG - YongHwa - Seed - MC - Rain - herO - Super - San - Panic - Terminator - Dear | - Bomber - TY - Maru - INnoVation - MMA - YoDa - Heart - MarineKing - Dream - FanTaSy - GuMiho - TaeJa - Hack | - Rogue - Soulkey - Life - PenguiN - Solar - Dark - Curious |

### Code S
Les informations suivantes proviennent de Millenium.org et Liquipedia.

#### Première phase de poules
| 7 janvier 2015 à Séoul |             |     |     |
| N°                     | Joueur      | P   | M   |
| 1                      | (P) MC      | 4-1 | 2-0 |
| 2                      | (Z) Rogue   | 4-3 | 2-1 |
| 3                      | (T) FanTaSy | 4-4 | 1-2 |
| 4                      | (Z) PenguiN | 0-4 | 0-2 |

| 9 janvier 2015 à Séoul |                |     |     |
| N°                     | Joueur         | P   | M   |
| 1                      | (T) YoDa       | 4-2 | 2-0 |
| 2                      | (Z) Soulkey    | 5-3 | 2-1 |
| 3                      | (T) MarineKing | 3-5 | 1-2 |
| 4                      | (P) Polt       | 2-4 | 0-2 |

| 14 janvier 2015 à Séoul |            |     |     |
| N°                      | Joueur     | P   | M   |
| 1                       | (P) Rain   | 4-1 | 2-0 |
| 2                       | (Z) Life   | 5-2 | 2-1 |
| 3                       | (T) GuMiho | 2-4 | 1-2 |
| 4                       | (P) Panic  | 0-4 | 0-2 |

| 30 janvier 2015 à Séoul |             |     |     |
| N°                      | Joueur      | P   | M   |
| 1                       | (T) TY      | 4-0 | 2-0 |
| 2                       | (T) Dream   | 4-4 | 2-1 |
| 3                       | (P) YongHwa | 4-4 | 1-2 |
| 4                       | (T) Bomber  | 0-4 | 0-2 |

| 21 janvier 2015 à Séoul |             |     |     |
| N°                      | Joueur      | P   | M   |
| 1                       | (P) PartinG | 4-1 | 2-0 |
| 2                       | (T) Maru    | 4-3 | 2-1 |
| 3                       | (P) First   | 3-5 | 1-2 |
| 4                       | (T) Hack    | 2-4 | 0-2 |

| 16 janvier 2015 à Séoul |                |     |     |
| N°                      | Joueur         | P   | M   |
| 1                       | (P) Terminator | 4-1 | 2-0 |
| 2                       | (P) herO       | 4-2 | 2-1 |
| 3                       | (Z) Curious    | 3-5 | 1-2 |
| 4                       | (T) TaeJa      | 1-4 | 0-2 |

| 28 janvier 2015 à Séoul |          |     |     |
| N°                      | Joueur   | P   | M   |
| 1                       | (Z) Dark | 4-1 | 2-0 |
| 2                       | (T) MMA  | 4-4 | 2-1 |
| 3                       | (P) Dear | 4-4 | 1-2 |
| 4                       | (P) Seed | 1-0 | 0-2 |

| 23 janvier 2015 à Séoul |                |     |     |
| N°                      | Joueur         | P   | M   |
| 1                       | (T) INnoVation | 4-1 | 2-0 |
| 2                       | (Z) Solar      | 4-4 | 2-1 |
| 3                       | (P) Super      | 4-4 | 1-2 |
| 4                       | (T) Heart      | 1-4 | 0-2 |

#### Seconde phase de poules
| 11 février 2015 à Séoul |                |     |     |
| N°                      | Joueur         | P   | M   |
| 1                       | (T) MMA        | 4-0 | 2-0 |
| 2                       | (T) INnoVation | 4-2 | 2-1 |
| 3                       | (P) Terminator | 2-5 | 1-2 |
| 4                       | (Z) Dark       | 1-4 | 0-2 |

| 13 février 2015 à Séoul |             |     |     |
| N°                      | Joueur      | P   | M   |
| 1                       | (Z) Life    | 4-1 | 2-0 |
| 2                       | (T) TY      | 5-3 | 2-1 |
| 3                       | (Z) Soulkey | 4-5 | 1-2 |
| 4                       | (T) YoDa    | 0-4 | 0-2 |

| 25 février 2015 à Séoul |           |     |     |
| N°                      | Joueur    | P   | M   |
| 1                       | (Z) Solar | 4-0 | 2-0 |
| 2                       | (Z) Rogue | 4-3 | 2-1 |
| 3                       | (T) Dream | 2-4 | 1-2 |
| 4                       | (P) Rain  | 1-4 | 0-2 |

| 27 février 2015 à Séoul |             |     |     |
| N°                      | Joueur      | P   | M   |
| 1                       | (T) herO    | 4-1 | 2-0 |
| 2                       | (P) PartinG | 4-4 | 2-1 |
| 3                       | (P) Maru    | 4-4 | 1-2 |
| 4                       | (P) MC      | 1-4 | 0-2 |

#### Tableau final
Légende des races :  Protoss  Terran  Zerg
|  | Quarts de finale (Bo5) | Quarts de finale (Bo5) | Quarts de finale (Bo5) | Quarts de finale (Bo5) |         |         | Demi-finales (Bo7) | Demi-finales (Bo7) | Demi-finales (Bo7) | Demi-finales (Bo7) |  |  | Finale (Bo7) | Finale (Bo7) | Finale (Bo7) | Finale (Bo7) |
|  |                        |                        |                        |                        |         |         |                    |                    |                    |                    |  |  |              |              |              |              |
|  | 4 mars 2015            | 4 mars 2015            | 4 mars 2015            | 4 mars 2015            |         |         | 11 mars 2015       | 11 mars 2015       | 11 mars 2015       | 11 mars 2015       |  |  | 22 mars 2015 | 22 mars 2015 | 22 mars 2015 | 22 mars 2015 |
|  | 4 mars 2015            | 4 mars 2015            | 4 mars 2015            | 4 mars 2015            |         |         | 11 mars 2015       | 11 mars 2015       | 11 mars 2015       | 11 mars 2015       |  |  | 22 mars 2015 | 22 mars 2015 | 22 mars 2015 | 22 mars 2015 |
|  | MMA                    | MMA                    | 3                      | 3                      |         |         | 11 mars 2015       | 11 mars 2015       | 11 mars 2015       | 11 mars 2015       |  |  | 22 mars 2015 | 22 mars 2015 | 22 mars 2015 | 22 mars 2015 |
|  | MMA                    | MMA                    | 3                      | 3                      |         |         | 11 mars 2015       | 11 mars 2015       | 11 mars 2015       | 11 mars 2015       |  |  | 22 mars 2015 | 22 mars 2015 | 22 mars 2015 | 22 mars 2015 |
|  | TY                     | TY                     | 0                      | 0                      |         |         | 11 mars 2015       | 11 mars 2015       | 11 mars 2015       | 11 mars 2015       |  |  | 22 mars 2015 | 22 mars 2015 | 22 mars 2015 | 22 mars 2015 |
|  | TY                     | TY                     | 0                      | 0                      | MMA     | MMA     | 0                  | 0                  |                    |                    |  |  | 22 mars 2015 | 22 mars 2015 | 22 mars 2015 | 22 mars 2015 |
|  | 4 mars 2015            |                        |                        |                        | MMA     | MMA     | 0                  | 0                  |                    |                    |  |  | 22 mars 2015 | 22 mars 2015 | 22 mars 2015 | 22 mars 2015 |
|  |                        |                        | PartinG                | PartinG                | 0       | 0       |                    |                    |                    |                    |  |  | 22 mars 2015 | 22 mars 2015 | 22 mars 2015 | 22 mars 2015 |
|  | Solar                  | Solar                  | PartinG                | PartinG                | 0       | 0       | 2                  | 2                  |                    |                    |  |  | 22 mars 2015 | 22 mars 2015 | 22 mars 2015 | 22 mars 2015 |
|  | Solar                  | Solar                  | 13 mars 2015           |                        |         |         | 2                  | 2                  |                    |                    |  |  | 22 mars 2015 | 22 mars 2015 | 22 mars 2015 | 22 mars 2015 |
|  | PartinG                | PartinG                | 3                      | 3                      |         |         |                    |                    |                    |                    |  |  | 22 mars 2015 | 22 mars 2015 | 22 mars 2015 | 22 mars 2015 |
|  | PartinG                | PartinG                | 3                      | 3                      | PartinG | PartinG | 3                  | 3                  |                    |                    |  |  |              |              |              |              |
|  | 6 mars 2015            |                        |                        |                        | PartinG | PartinG | 3                  | 3                  |                    |                    |  |  |              |              |              |              |
|  |                        |                        | Life                   | Life                   | 4       | 4       |                    |                    |                    |                    |  |  |              |              |              |              |
|  | INnoVation             | INnoVation             | Life                   | Life                   | 4       | 4       | 2                  | 2                  |                    |                    |  |  |              |              |              |              |
|  | INnoVation             | INnoVation             |                        |                        |         |         |                    |                    |                    |                    |  |  |              |              |              |              |
|  | Life                   | Life                   | 3                      | 3                      |         |         |                    |                    |                    |                    |  |  |              |              |              |              |
|  | Life                   | Life                   | 3                      | 3                      | Life    | Life    | 4                  | 4                  |                    |                    |  |  |              |              |              |              |
|  | 6 mars 2015            |                        |                        |                        | Life    | Life    | 4                  | 4                  |                    |                    |  |  |              |              |              |              |
|  |                        |                        | herO                   | herO                   | 3       | 3       |                    |                    |                    |                    |  |  |              |              |              |              |
|  | Rogue                  | Rogue                  | herO                   | herO                   | 3       | 3       | 2                  | 2                  |                    |                    |  |  |              |              |              |              |
|  | Rogue                  | Rogue                  |                        |                        |         |         |                    | 2                  |                    |                    |  |  |              |              |              |              |
|  | herO                   | herO                   | 3                      | 3                      |         |         |                    |                    |                    |                    |  |  |              |              |              |              |
|  | herO                   | herO                   | 3                      | 3                      |         |         |                    |                    |                    |                    |  |  |              |              |              |              |
|  |                        |                        |                        |                        |         |         |                    |                    |                    |                    |  |  |              |              |              |              |

## Saison 2

### Code A

#### Participants
Les joueurs qui participent au Code A sont les qualifiés et les compétiteurs arrivés de la 9e à la 32e place lors du Code S de la saison 1.
| Protoss (12)                                                                    | Terran (13)                                                                           | Zerg (7)                                                               |
| Code S Saison 1 : 9e à 32e place                                                | Code S Saison 1 : 9e à 32e place                                                      | Code S Saison 1 : 9e à 32e place                                       |
| ------------------------------------------------------------------------------- | ------------------------------------------------------------------------------------- | ---------------------------------------------------------------------- |
| - San - Panic - YongHwa - First - Seed - Dear - Super - Terminator - Rain - MC  | - FanTaSy - MarineKing - GuMiho - Bomber - Hack - TaeJa - Heart - YoDa - Dream - Maru | - PenguiN - Curious - Dark - Soulkey                                   |
| Qualifications                                                                  |                                                                                       |                                                                        |
| - Pigbaby - Trap - MyuNgSiK - Trust - Patience - sOs - Creator - HerO - Billowy | - Bbyong - SuperNova - Sorry - Flash - Ryung - Cure - BrAvO                           | - Impact - Sacsri - Shine - Symbol - RagnaroK - ByuL - soO - DongRaeGu |

#### Matchs
| 1er avril 2015 |   |   |               |
| YoDa (T)       | 3 | 2 | (Z) DongRaeGu |
| Seed (P)       | 1 | 3 | (Z) soO       |
| TaeJa (T)      | 2 | 3 | (T) Sorry     |